# شاه‌ماهی اطلسی
شاه‌ماهی اطلسی (نام علمی: Clupea harengus) نام یک گونه از سرده شاه‌ماهی است.

## نگارخانه

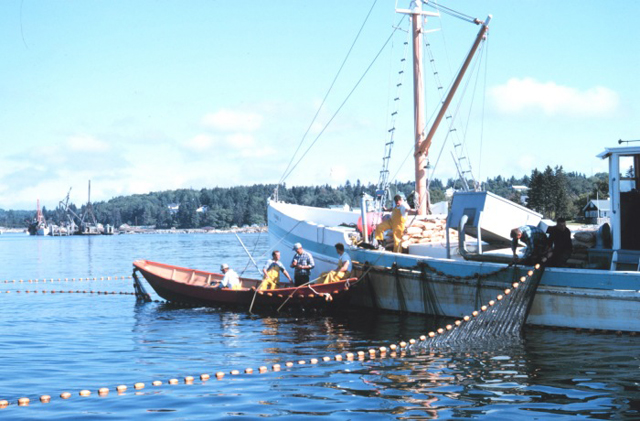
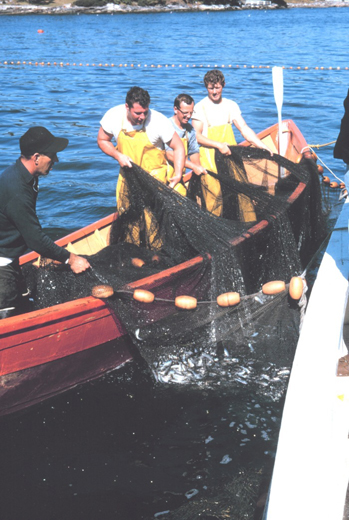
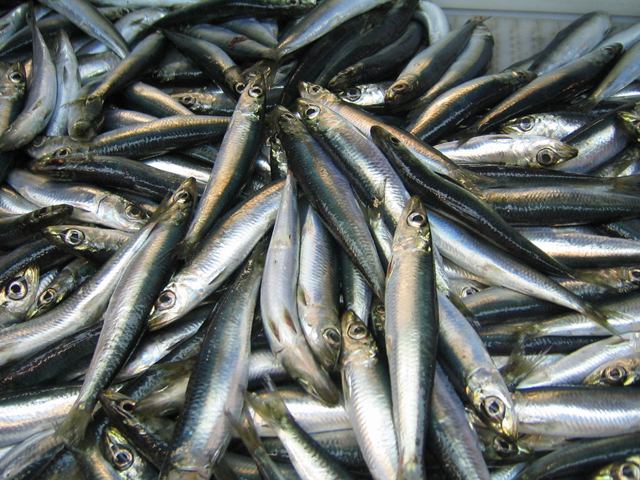